# Ligue des champions masculine de l'EHF 2020-2021
Navigation
Ligue des champions 2019-2020 Ligue des champions 2021-2022
La saison 2020-2021 de la Ligue des champions masculine de l'EHF est la 61e édition de la compétition, anciennement Coupe d'Europe des clubs champions. Organisée par l'EHF, elle met aux prises 16 équipes européennes dans un nouveau format.
Du fait de la pandémie de Covid-19, cette saison débute avant que la saison 2019-2020 soit terminée puisque la finale à quatre est programmée aux 28 et 29 décembre 2020.
Bien que perturbée par de nombreux reports de matchs, une majorité de matchs à huis clos et quelques annulations, la compétition parvient à aller à son terme et a vu le club espagnol du FC Barcelone remporter son dixième titre,,. Régulièrement présenté comme l'un des principaux favoris depuis sa neuvième victoire en 2015, le Barça a cette fois dominé la saison puisqu'il a remporté tous ces matchs et pulvérisé le record du plus gros écart en finale  de la finale à quatre (précédemment de 5 buts) en s'imposant de 13 buts (36-23) face au Aalborg Håndbold. Premier club danois a atteindre la finale depuis 1976, Aalborg a créé la surprise, notamment en éliminant en demi-finale le Paris Saint-Germain. Ce dernier termine  pour la troisième fois en cinq ans à la troisième place en s'imposant face au HBC Nantes.

## Formule
Seules seize équipes participent à cette compétition contre vingt-huit la saison précédente. La compétition commence par une phase de groupes où les équipes sont réparties en deux groupes de huit équipes. Les matchs sont joués dans un système de championnat avec des matchs à domicile et à l'extérieur. Les six meilleures équipes de chaque groupe se qualifient pour la suite de la compétition : les équipes classées du 3e au 6e rang jouent les barrages et les vainqueurs et deuxièmes de groupe accèdent directement aux quarts de finale.
La phase à élimination directe comprend quatre tours : les barrages, les quarts de finale et une finale à quatre comprenant deux demi-finales et la finale. En barrages, le 3e d'un groupe affronte le 6e de l'autre groupe en matchs aller-retour et 4es et 5es en font de même, le mieux classé des deux lors de la phase de poule ayant le privilège de jouer le match retour à domicile. Les quatre vainqueurs de ces barrages rejoignent en quarts de finale les vainqueurs et deuxièmes de groupe suivant le tableau prédéfini. Pour la finale à quatre, un tirage au sort détermine les oppositions en demi-finales.
Le 10 février 2021, en conséquence de la pandémie de Covid-19, l'EHF a décidé que toutes les équipes étaient finalement qualifiées pour les barrages, ajoutant les oppositions 1er-8e et 2e-7e.
Habituellement disputés le week-end, les matchs sont disputés le mercredi ou jeudi à partir de cette édition. Le règlement précise que le coup d'envoi doit être donné à 18 h 45 ou 20 h 45, heure d'Europe centrale.

### Qualifiés
Les neuf premiers championnats au classement EHF octroient une place en Ligue des champions à leur vainqueur. De plus, le championnat qui obtient le meilleur résultat en Coupe de l'EHF sur les trois années précédentes obtient une place supplémentaire (notée EC dans le tableau ci-dessous).
Ainsi, conformément au coefficient EHF établi pour la saison 2020-2021, les champions nationaux suivants sont qualifiés :
| Rang | Pays              | Équipe                 | Statut                                                |
| ---- | ----------------- | ---------------------- | ----------------------------------------------------- |
| 1    | France            | Paris Saint-Germain    | Champion de France                                    |
| 2    | Allemagne         | THW Kiel               | Champion d'Allemagne                                  |
| 3    | Macédoine du Nord | Vardar Skopje          | 1er représentant du Championnat de Macédoine du Nord  |
| 4    | Hongrie           | Veszprém KSE           | 1er représentant du Championnat de Hongrie            |
| 5    | Espagne           | FC Barcelone           | Champion d'Espagne                                    |
| 6    | Pologne           | KS Kielce              | Champion de Pologne                                   |
| 7    | Danemark          | Aalborg Håndbold       | Champion du Danemark                                  |
| 8    | Croatie           | RK Zagreb              | 1er représentant du Championnat de Croatie            |
| 9    | Portugal          | FC Porto               | 1er de la saison régulière du championnat du Portugal |
| EC   | Allemagne         | SG Flensburg-Handewitt | Vice-champion d'Allemagne                             |

### Équipes ayant sollicité une invitation
Parallèlement aux clubs directement qualifiés, six places sont attribuées par l'EHF sur dossier (Wild-Card) en fonction de 5 critères (au lieu de 8 précédemment) :
- qualité de la salle (capacité, qualité du terrain, commodités pour les supporters et les médias, loges VIP...) ;
- contrats de diffusion TV des pays concernés ;
- spectateurs (nombre, ambiance...) ;
- performances dans les compétitions européennes dans le passé ;
- product management.

Les fédérations classées  entre la 1re et la 9e place — qui comptent déjà un qualifié direct — peuvent présenter une deuxième équipe hormis l'Allemagne qui compte déjà un deuxième qualifié automatique en vertu de ses performances en Coupe de l'EHF. Les fédérations classées de la 10e à la 30e place peuvent proposer leur champion.
| Rang | Pays              | Équipe               | Statut                                              | Décision                    |
| ---- | ----------------- | -------------------- | --------------------------------------------------- | --------------------------- |
| 1    | France            | HBC Nantes           | Vice-champion de France                             | Retenu                      |
| 3    | Macédoine du Nord | RK Eurofarm Pelister | 2e représentant du Championnat de Macédoine du Nord | Non retenu                  |
| 4    | Hongrie           | SC Pick Szeged       | 2e représentant du Championnat de Hongrie           | Retenu                      |
| 5    | Espagne           | Ademar León          | 2e du Championnat d'Espagne                         | Non retenu                  |
| 6    | Pologne           | Wisła Płock          | 2e du Championnat de Pologne                        | Non retenu (1er remplaçant) |
| 7    | Danemark          | GOG Håndbold         | 2e du Championnat du Danemark                       | Non retenu                  |
| 9    | Portugal          | Sporting CP          | 2e de la phase régulière du championnat du Portugal | Non retenu                  |
| 10   | Biélorussie       | HC Meshkov Brest     | Champion de Biélorussie                             | Retenu                      |
| 11   | Ukraine           | HC Motor Zaporijjia  | Champion d'Ukraine                                  | Retenu                      |
| 13   | Roumanie          | Dinamo Bucarest      | 1er représentant du Championnat de Roumanie         | Non retenu (2e remplaçant)  |
| 14   | Slovénie          | RK Celje             | Champion de Slovénie                                | Retenu                      |
| 15   | Suisse            | Kadetten Schaffhouse | Représentant du Championnat de Suisse               | Non retenu                  |
| 16   | Norvège           | Elverum Handball     | Représentant du Championnat de Norvège              | Retenu                      |
| 20   | Turquie           | Beşiktaş JK          | Champion de Turquie                                 | Non retenu                  |

Remarque : pour plus de détails sur le statut de chaque championnat et les équipes désignées, voir 2020 en handball#Championnats européens.
Le 10 juin, la Fédération européenne de handball dévoile les quatorze équipes candidates à une invitation.
La Croatie (8e) n'a pas demandé une deuxième place en Ligue des Champions. La Suède, 12e, n'a pas proposé son champion. Pour la première fois depuis sa création, aucun club russe ne participe à la compétition. Seule la Turquie a sollicité une invitation parmi les pays situés après le 16e rang européen.
Le vendredi 19 juin, l'EHF publie la liste des six clubs retenus. Elle annonce également que deux clubs sont remplaçants dans le cas où des équipes ne pourraient pas participer correctement et notamment accueillir des matchs en raison de la pandémie de Covid-19. Les équipes non retenues participent à la Ligue européenne à laquelle elles étaient qualifiées.

### Calendrier
| Nom              | Dates                               | Nombre de participants |
| ---------------- | ----------------------------------- | ---------------------- |
| Phase de groupes | du 16 septembre 2020 au 4 mars 2021 | 16                     |
| barrages         | du 31 mars au 8 avril 2021          | 8 16                   |
| Quarts de finale | du 12 au 20 mai 2021                | 8                      |
| Final Four       | 12 et 13 juin 2021                  | 4                      |

## Phase de groupes
Les équipes terminant premières ou deuxièmes de leur poule sont directement qualifiées pour les quarts de finale, les équipes classées de la 3e à la 6e place sont qualifiées pour les barrages et les équipes classées aux 7e et 8e places sont éliminées.
Légende
- Directement qualifié pour les quarts de finale[4]
- Qualifié pour les barrages
- Éliminé (7e et 8e place)[4]
- T : Tenant du titre

### Tirage au sort
Le tirage au sort est effectué le 1er juillet 2020. À cette fin, l'EHF a constitué quatre chapeaux de quatre équipes. Chaque groupe comprendra deux équipes de chaque chapeau. Les équipes d'un même pays sont obligatoirement dans deux groupes différents.
- Paris Saint-Germain
- Vardar Skopje
- Veszprém KSE
- FC Barcelone

- THW Kiel
- KS Kielce
- Aalborg Håndbold
- FC Porto

- HC Meshkov Brest
- HC Motor Zaporijjia
- HBC Nantes
- SC Pick Szeged

- RK Zagreb
- SG Flensburg-Handewitt
- RK Celje
- Elverum Handball

### Groupe A
|   | Équipe                 | Pts | J  | G  | N | P  | Bp  | Bc  | Diff | Dép |  | Résultats (dom.\ext.)  |       |       |       |       |       |       |       |       |
| - | ---------------------- | --- | -- | -- | - | -- | --- | --- | ---- | --- |  | ---------------------- | ----- | ----- | ----- | ----- | ----- | ----- | ----- | ----- |
| 1 | SG Flensburg-Handewitt | 21  | 14 | 10 | 1 | 3  | 341 | 336 | 5    | /   |  | SG Flensburg-Handewitt |       | 28-27 | 31-30 | 29-29 | 36-29 | 26-24 | 0-10  | 37-35 |
| 2 | Paris St-Germain       | 19  | 14 | 9  | 1 | 4  | 388 | 327 | 61   | +11 |  | Paris St-Germain       | 28-29 |       | 37-26 | 33-26 | 29-28 | 10-0  | 5-5   | 35-29 |
| 3 | KS Kielce              | 19  | 14 | 9  | 1 | 4  | 442 | 414 | 28   | -11 |  | KS Kielce              | 28-31 | 35-33 |       | 34-27 | 32-30 | 26-23 | 36-29 | 39-29 |
| 4 | HC Meshkov Brest       | 15  | 14 | 7  | 1 | 6  | 383 | 380 | 3    | /   |  | HC Meshkov Brest       | 26-28 | 32-31 | 35-30 |       | 10-0  | 26-24 | 24-22 | 29-27 |
| 5 | FC Porto               | 12  | 14 | 5  | 2 | 7  | 361 | 352 | 9    | +2  |  | FC Porto               | 10-0  | 31-34 | 32-32 | 27-25 |       | 25-19 | 27-24 | 28-30 |
| 6 | SC Pick Szeged         | 12  | 14 | 6  | 0 | 8  | 318 | 329 | -11  | -2  |  | SC Pick Szeged         | 0-10  | 29-32 | 26-30 | 30-27 | 35-31 |       | 34-33 | 36-27 |
| 7 | Vardar Skopje          | 9   | 14 | 3  | 3 | 8  | 335 | 350 | -15  | /   |  | Vardar Skopje          | 31-26 | 0-10  | 29-33 | 32-36 | 25-25 | 26-28 |       | 34-34 |
| 8 | Elverum Handball       | 5   | 14 | 2  | 1 | 11 | 387 | 457 | -70  | /   |  | Elverum Handball       | 29-30 | 29-44 | 22-31 | 33-31 | 31-38 | 0-10  | 32-35 |       |

Huit matchs n'ayant pas pu être joués et reprogrammés, la Fédération européenne de handball les a considérés perdus 10-0 ou 0-10 ou match nul 5-5,.

### Groupe B
|   | Équipe              | Pts | J  | G  | N | P  | Bp  | Bc  | Diff | Dép  |  | Résultats (dom.\ext.) |       |       |       |       |       |       |       |       |
| - | ------------------- | --- | -- | -- | - | -- | --- | --- | ---- | ---- |  | --------------------- | ----- | ----- | ----- | ----- | ----- | ----- | ----- | ----- |
| 1 | FC Barcelone        | 28  | 14 | 14 | 0 | 0  | 505 | 412 | 93   | /    |  | FC Barcelone          |       | 37-30 | 29-25 | 42-33 | 42-34 | 30-29 | 42-28 | 45-27 |
| 2 | Veszprém KSE        | 20  | 14 | 9  | 2 | 3  | 443 | 392 | 51   | /    |  | Veszprém KSE          | 34-37 |       | 41-33 | 30-32 | 34-30 | 5-5   | 39-24 | 37-25 |
| 3 | THW Kiel T          | 16  | 14 | 7  | 2 | 5  | 394 | 378 | 16   | /    |  | THW Kiel T            | 26-32 | 31-31 |       | 28-26 | 34-23 | 27-35 | 33-29 | 36-30 |
| 4 | Aalborg Håndbold    | 14  | 14 | 7  | 0 | 7  | 397 | 411 | -14  | 4 p. |  | Aalborg Håndbold      | 32-35 | 27-33 | 23-31 |       | 38-29 | 32-24 | 0-10  | 38-29 |
| 5 | HC Motor Zaporijjia | 14  | 14 | 7  | 0 | 7  | 389 | 411 | -22  | 0 p. |  | HC Motor Zaporijjia   | 25-30 | 34-37 | 10-0  | 27-29 |       | 29-28 | 31-29 | 29-25 |
| 6 | HBC Nantes          | 12  | 14 | 5  | 2 | 7  | 388 | 378 | 10   | /    |  | HBC Nantes            | 27-35 | 24-28 | 24-24 | 38-29 | 31-32 |       | 28-30 | 30-28 |
| 7 | RK Celje            | 8   | 14 | 4  | 0 | 10 | 372 | 413 | -41  | /    |  | RK Celje              | 29-32 | 25-29 | 24-35 | 29-31 | 31-32 | 25-31 |       | 29-28 |
| 8 | RK Zagreb           | 0   | 14 | 0  | 0 | 14 | 369 | 462 | -93  | /    |  | RK Zagreb             | 33-37 | 28-35 | 21-31 | 26-27 | 23-24 | 24-34 | 22-30 |       |

Un match n'ayant pas pu être joué et reprogrammé, la Fédération européenne de handball l'a considéré perdu 0-10 par Kiel en faveur de Zaporijjia.

## Phase à élimination directe
|  | Barrage | Barrage                | Barrage                | Barrage                |                  |                  | Quart de finale | Quart de finale | Quart de finale | Quart de finale |
|  |         |                        |                        |                        |                  |                  |                 |                 |                 |                 |
|  |         |                        |                        |                        |                  |                  |                 |                 |                 |                 |
|  | A5      | FC Porto               | 32                     | 24                     |                  |                  |                 |                 |                 |                 |
|  | A5      | FC Porto               | 32                     | 24                     |                  |                  |                 |                 |                 |                 |
|  | B4      | Aalborg Håndbold       | 29                     | 27E                    |                  |                  |                 |                 |                 |                 |
|  | B4      | Aalborg Håndbold       | 29                     | 27E                    | Aalborg Håndbold | Aalborg Håndbold | 26              | 29              |                 |                 |
|  |         |                        |                        |                        | Aalborg Håndbold | Aalborg Håndbold | 26              | 29              |                 |                 |
|  |         |                        | SG Flensburg-Handewitt | SG Flensburg-Handewitt | 21               | 33               |                 |                 |                 |                 |
|  | B8      | RK Zagreb              | SG Flensburg-Handewitt | SG Flensburg-Handewitt | 21               | 33               | 0               | 0               |                 |                 |
|  | B8      | RK Zagreb              |                        |                        |                  |                  |                 | 0               |                 |                 |
|  | A1      | SG Flensburg-Handewitt | 10                     | 10                     |                  |                  |                 |                 |                 |                 |
|  | A1      | SG Flensburg-Handewitt | 10                     | 10                     |                  |                  |                 |                 |                 |                 |

|  | Barrage | Barrage             | Barrage      | Barrage      |                  |                  | Quart de finale | Quart de finale | Quart de finale | Quart de finale |
|  |         |                     |              |              |                  |                  |                 |                 |                 |                 |
|  |         |                     |              |              |                  |                  |                 |                 |                 |                 |
|  | B5      | HC Motor Zaporijjia | 32           | 23           |                  |                  |                 |                 |                 |                 |
|  | B5      | HC Motor Zaporijjia | 32           | 23           |                  |                  |                 |                 |                 |                 |
|  | A4      | HC Meshkov Brest    | 30           | 30           |                  |                  |                 |                 |                 |                 |
|  | A4      | HC Meshkov Brest    | 30           | 30           | HC Meshkov Brest | HC Meshkov Brest | 29              | 28              |                 |                 |
|  |         |                     |              |              | HC Meshkov Brest | HC Meshkov Brest | 29              | 28              |                 |                 |
|  |         |                     | FC Barcelone | FC Barcelone | 33               | 40               |                 |                 |                 |                 |
|  | A8      | Elverum Handball    | FC Barcelone | FC Barcelone | 33               | 40               | 25              | 19              |                 |                 |
|  | A8      | Elverum Handball    |              |              |                  |                  |                 | 19              |                 |                 |
|  | B1      | FC Barcelone        | 37           | 39           |                  |                  |                 |                 |                 |                 |
|  | B1      | FC Barcelone        | 37           | 39           |                  |                  |                 |                 |                 |                 |

|  | Barrage | Barrage             | Barrage             | Barrage             |          |          | Quart de finale | Quart de finale | Quart de finale | Quart de finale |
|  |         |                     |                     |                     |          |          |                 |                 |                 |                 |
|  |         |                     |                     |                     |          |          |                 |                 |                 |                 |
|  | A6      | SC Pick Szeged      | 28                  | 28                  |          |          |                 |                 |                 |                 |
|  | A6      | SC Pick Szeged      | 28                  | 28                  |          |          |                 |                 |                 |                 |
|  | B3      | THW Kiel            | 33                  | 33                  |          |          |                 |                 |                 |                 |
|  | B3      | THW Kiel            | 33                  | 33                  | THW Kiel | THW Kiel | 31              | 28              |                 |                 |
|  |         |                     |                     |                     | THW Kiel | THW Kiel | 31              | 28              |                 |                 |
|  |         |                     | Paris Saint-Germain | Paris Saint-Germain | 29       | 34       |                 |                 |                 |                 |
|  | B7      | RK Celje            | Paris Saint-Germain | Paris Saint-Germain | 29       | 34       | 24              | 23              |                 |                 |
|  | B7      | RK Celje            |                     |                     |          |          |                 | 23              |                 |                 |
|  | A2      | Paris Saint-Germain | 37                  | 31                  |          |          |                 |                 |                 |                 |
|  | A2      | Paris Saint-Germain | 37                  | 31                  |          |          |                 |                 |                 |                 |

|  | Barrage | Barrage       | Barrage      | Barrage      |            |            | Quart de finale | Quart de finale | Quart de finale | Quart de finale |
|  |         |               |              |              |            |            |                 |                 |                 |                 |
|  |         |               |              |              |            |            |                 |                 |                 |                 |
|  | B6      | HBC Nantes    | 24           | 34           |            |            |                 |                 |                 |                 |
|  | B6      | HBC Nantes    | 24           | 34           |            |            |                 |                 |                 |                 |
|  | A3      | KS Kielce     | 25           | 31           |            |            |                 |                 |                 |                 |
|  | A3      | KS Kielce     | 25           | 31           | HBC Nantes | HBC Nantes | 32              | 30              |                 |                 |
|  |         |               |              |              | HBC Nantes | HBC Nantes | 32              | 30              |                 |                 |
|  |         |               | Veszprém KSE | Veszprém KSE | 28         | 32         |                 |                 |                 |                 |
|  | A7      | Vardar Skopje | Veszprém KSE | Veszprém KSE | 28         | 32         | 27              | 30              |                 |                 |
|  | A7      | Vardar Skopje |              |              |            |            |                 | 30              |                 |                 |
|  | B2      | Veszprém KSE  | 41           | 39           |            |            |                 |                 |                 |                 |
|  | B2      | Veszprém KSE  | 41           | 39           |            |            |                 |                 |                 |                 |

### Barrages
Les barrages aller ont lieu les mercredi 31 mars et jeudi 1er avril 2021. Les matchs retour se déroulent la semaine suivante, les mercredi 7 et jeudi 8 avril.
| Équipe              | Aller   | Total    | Retour  | Équipe                 |
| ------------------- | ------- | -------- | ------- | ---------------------- |
| FC Porto            | 32 – 29 | 56 – 56E | 24 – 27 | Aalborg Håndbold       |
| RK Zagreb           | /       | forfait  | /       | SG Flensburg-Handewitt |
| HC Motor Zaporijjia | 32 – 30 | 55 – 60  | 23 – 30 | HC Meshkov Brest       |
| Elverum Handball    | 25 – 37 | 44 – 76  | 19 – 39 | FC Barcelone           |
| SC Pick Szeged      | 28 – 33 | 56 – 66  | 28 – 33 | THW Kiel               |
| RK Celje            | 24 – 37 | 47 – 68  | 23 – 31 | Paris Saint-Germain    |
| HBC Nantes          | 24 – 25 | 58 – 56  | 34 – 31 | KS Kielce              |
| Vardar Skopje       | 27 – 41 | 57 – 80  | 30 – 39 | Veszprém KSE           |

Remarques
- du fait de restrictions sanitaires imposées par la Norvège, les deux matchs entre Elverum et Barcelone sont joués en Catalogne, les vendredi 2 et lundi 5 avril 2021.
- en raison de tests positifs au Covid-19 au RK Zagreb, le barrage aller entre le club croate et Flensburg-Handewitt est d'abord reporté et inversé avant que toute la rencontre ne soit annulée car le RK Zagreb n'avait pas assez de joueurs pour disputer le match[14].
- seul le HBC Nantes, vainqueur du KS Kielce, est parvenu à éliminer un club mieux classé que lui lors de la phase de poule.

### Quarts de finale
Les quarts de finale aller sont prévus les 12 et 13 mai 2021 et les matchs retour la semaine suivante, les 19 et 20 mai. Le programme des matchs est.
| Équipe           | Aller   | Total   | Retour  | Équipe                 |
| ---------------- | ------- | ------- | ------- | ---------------------- |
| Aalborg Håndbold | 26 – 21 | 55 – 54 | 29 – 33 | SG Flensburg-Handewitt |
| HC Meshkov Brest | 29 – 33 | 57 – 73 | 28 – 40 | FC Barcelone           |
| THW Kiel         | 31 – 29 | 59 – 63 | 28 – 34 | Paris Saint-Germain    |
| HBC Nantes       | 32 – 28 | 62 – 60 | 30 – 32 | Veszprém KSE           |

### Finale à quatre
La Finale à quatre (ou en anglais : Final Four) est programmée les 12 et 13 juin 2021 dans la Lanxess Arena de Cologne en Allemagne. 
Un tirage au sort détermine les équipes qui s'affrontent en demi-finales.
|  | Demi-finales        | Demi-finales        |                        |    | Finale              | Finale              |
|  | Demi-finales        | Demi-finales        |                        |    | Finale              | Finale              |
|  |                     |                     |                        |    |                     |                     |
|  | 12 juin 2021, 15h15 | 12 juin 2021, 15h15 |                        |    | 13 juin 2021, 18h00 | 13 juin 2021, 18h00 |
|  | 12 juin 2021, 15h15 | 12 juin 2021, 15h15 |                        |    | 13 juin 2021, 18h00 | 13 juin 2021, 18h00 |
|  | Paris Saint-Germain | 33                  |                        |    | 13 juin 2021, 18h00 | 13 juin 2021, 18h00 |
|  | Paris Saint-Germain | 33                  |                        |    | 13 juin 2021, 18h00 | 13 juin 2021, 18h00 |
|  | Aalborg Håndbold    | 35                  |                        |    | 13 juin 2021, 18h00 | 13 juin 2021, 18h00 |
|  | Aalborg Håndbold    | 35                  | Aalborg Håndbold       | 23 |                     |                     |
|  | 12 juin 2021, 18h00 |                     | Aalborg Håndbold       | 23 |                     |                     |
|  |                     | FC Barcelone        | 36                     |    |                     |                     |
|  | FC Barcelone        | FC Barcelone        | 36                     | 31 |                     |                     |
|  | FC Barcelone        |                     |                        | 31 |                     |                     |
|  | HBC Nantes          | 26                  |                        |    |                     |                     |
|  | HBC Nantes          | 26                  | Match pour la 3e place |    |                     |                     |
|  |                     |                     |                        |    |                     |                     |
|  | 13 juin 2021, 15h15 |                     |                        |    |                     |                     |
|  |                     |                     |                        |    |                     |                     |
|  | Paris Saint-Germain | 31                  |                        |    |                     |                     |
|  | Paris Saint-Germain | 31                  |                        |    |                     |                     |
|  | HBC Nantes          | 28                  |                        |    |                     |                     |
|  | HBC Nantes          | 28                  |                        |    |                     |                     |

La finale a été remportée par le FC Barcelone face à l'Aalborg Håndbold :
| 13 juin 2021 18h00 | FC Barcelone  | 36 – 23   | Aalborg Håndbold | Lanxess Arena, Cologne Affluence : 1 000 Arbitrage : Horáček, Novotný |
| 13 juin 2021 18h00 | Aleix Gómez 9 | (16 – 11) | Lukas Sandell 8  | Lanxess Arena, Cologne Affluence : 1 000 Arbitrage : Horáček, Novotný |
| 13 juin 2021 18h00 | ×1            | Rapport   | ×1 ×3            | Lanxess Arena, Cologne Affluence : 1 000 Arbitrage : Horáček, Novotný |

- FC Barcelone : Aleix Gómez (9 buts dont 5 pen.), Timothey N'Guessan (6), Luka Cindrić (5), Ludovic Fabregas (3), Blaž Janc (3), Gonzalo Pérez de Vargas (3), Domen Makuc (2), Dika Mem (2, ), Raúl Entrerríos (1), Luís Frade (1), Casper Ulrich Mortensen (1), Cédric Sorhaindo (0), Jure Dolenec (0), Thiagus dos Santos (0), Aron Pálmarsson — Gonzalo Pérez de Vargas (14/37, 37,8 %), Kevin Møller (1/2, 50,0 %).
- Aalborg Håndbold : Lukas Sandell (8 buts, ), Nikolaj Læsø (4), Sebastian Barthold (3 dont 1 pen., ), Felix Claar (2), Jonas Samuelsson (2), Magnus Saugstrup (2), Benjamin Jakobsen (1), Buster Juul (1), Victor Klove (0), Andreas Holst Jensen (0), Mark Strandgaard (0), Mads Christiansen (0), Henrik Møllgaard (0), René Antonsen (0, ) — Mikael Aggefors (en) (8/25, 32,0 %), Simon Gade (en) (5/24, 20,8 %).

## Les champions d'Europe
| Champion d'Europe - Ligue des champions 2020-2021 FC Barcelone 10e titre |

## Statistiques et récompenses

### Équipe-type
| · Landin · Rivera · Fabregas · Aleix · Hansen · Cindrić · Mem Meilleur défenseur : Møllgaard Meilleur espoir : Nahi Meilleur entraîneur : Entrerríos Meilleur buteur : Rivera (95 buts) |

L'équipe-type de la compétition, désignée le 11 juin à la veille de la Finale à quatre, est :
| Poste                | Joueur                  | Club                |
| -------------------- | ----------------------- | ------------------- |
| Gardien de but       | Niklas Landin Jacobsen  | THW Kiel            |
| Ailier gauche        | Valero Rivera           | HBC Nantes          |
| Arrière gauche       | Mikkel Hansen           | Paris Saint-Germain |
| Demi-centre          | Luka Cindrić            | FC Barcelone        |
| Pivot                | Ludovic Fabregas        | FC Barcelone        |
| Arrière droit        | Dika Mem                | FC Barcelone        |
| Ailier droit         | Aleix Gómez             | FC Barcelone        |
| Défenseur            | Henrik Møllgaard        | Aalborg Håndbold    |
| Espoir               | Dylan Nahi              | Paris Saint-Germain |
| Entraîneur           | Alberto Entrerríos      | HBC Nantes          |
| MVP de la Finale à 4 | Gonzalo Pérez de Vargas | FC Barcelone        |

### Meilleurs buteurs
Au terme de la compétition, les meilleurs buteurs sont, :
| Rang | Joueur          | Club                | Buts  | Buts   | Buts        | MJ | Moy. |
| Rang | Joueur          | Club                | Total | Champs | 7m          | MJ | Moy. |
| ---- | --------------- | ------------------- | ----- | ------ | ----------- | -- | ---- |
| 1    | Valero Rivera   | HBC Nantes          | 95    | 74     | 21/32 (66%) | 19 | 5,0  |
| 2    | Mikita Vailupau | HC Meshkov Brest    | 93    | 93     | -           | 19 | 4,9  |
| 2    | Dika Mem        | FC Barcelone        | 93    | 67     | 26/35 (74%) | 17 | 5,5  |
| 4    | Aleix Gómez     | FC Barcelone        | 92    | 71     | 21/25 (84%) | 19 | 4,8  |
| 5    | Alex Dujshebaev | KS Kielce           | 90    | 84     | 6/8 (75%)   | 16 | 5,6  |
| 6    | Mikkel Hansen   | Paris Saint-Germain | 88    | 51     | 37/42 (88%) | 15 | 5,9  |
| 7    | Niclas Ekberg   | THW Kiel            | 83    | 54     | 29/36 (81%) | 16 | 5,2  |
| 8    | Petar Nenadić   | Veszprém KSE        | 73    | 67     | 6/8 (75%)   | 15 | 4,9  |
| 8    | Sander Sagosen  | THW Kiel            | 73    | 73     | -           | 15 | 4,9  |
| 10   | Nedim Remili    | Paris Saint-Germain | 72    | 72     | -           | 17 | 4,2  |